# Alex Hagelsteens
Alex Hagelsteens, född 15 juli 1956, är en friidrottare från Belgien. Han deltog vid olympiska sommarspelen 1980.